# Pączkorostowe

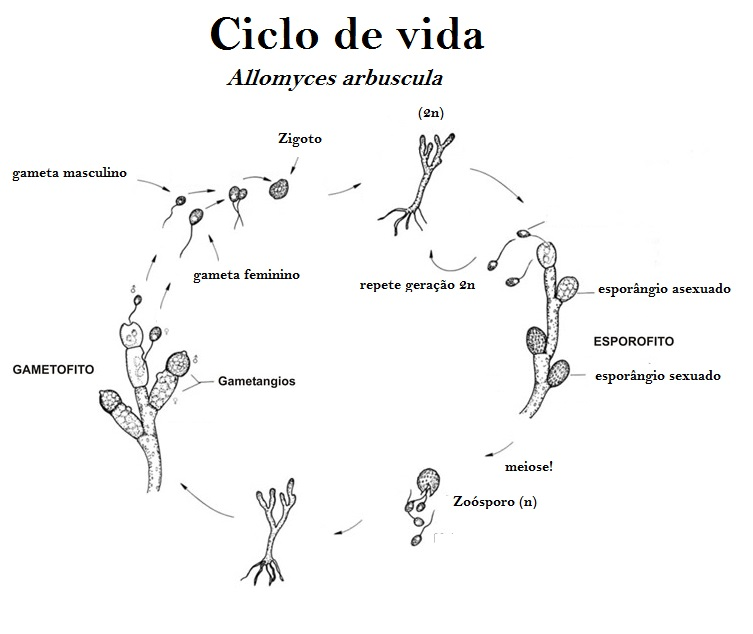
Cykl rozwojowy Allomyces

Pączkorostowe (Blastocladiomycota T.Y. James) – typ organizmów zaliczany do królestwa grzybów. Został zaproponowany w 2007 r. na podstawie danych filogenetycznych zebranych podczas badań molekularnych. We wcześniejszych systemach znany jako rząd Blastocladiales (blastokladiowce, różnogametowce) zaliczany do klasy Chytridiomycetes.

## Systematyka
Według aktualizowanej klasyfikacji Index Fungorum bazującej na Dictionary of the Fungi do Blastocladiomycota należą taksony:
- klasa Blastocladiomycetes T.Y. James
  - podklasa incertae sedis
    - rząd Blastocladiales H.E. Petersen – pączkorostowce
    - rząd Physodermatales Caval.-Sm. 2012
    - rząd incertae sedis
      - rodzina incertae sedis
        - rodzaj Polycaryum Stempell 1902

Nazwy polskie na podstawie rekomendacji Komisji ds. Polskiego Nazewnictwa Grzybów przy Polskim Towarzystwie Mykologicznym.

## Charakterystyka
Grzyby mikroskopijne o bardzo zróżnicowanej budowie. Liczne gatunki, na przykład przedstawiciele Coelomycetaceae tworzą plazmodialne komórki bez ściany komórkowej. Niektóre gatunki są monocentryczne, inne policentryczne. Rozmnażają się bezpłciowo i płciowo przez anizogamię. U niektórych występuje przemiana pokoleń. U Allomyces na końcach gałęzi tworzą się organy rozrodcze. Podczas fazy haploidalnej powstają męskie i żeńskie gametangia, które uwalniają zoospory z jedną wicią. Gamety przyciągają się za pomocą feromonów i łączą, tworząc zygotę. Kiełkująca zygota tworzy diploidalną plechę z dwoma rodzajami zarodni: cienkościennymi zoosporangiami i grubościennymi zarodnikami przetrwalnikowymi. Cienkościenne zarodniki uwalniają diploidalne zoospory. Zarodniki przetrwalnikowe służą do przetrwania niekorzystnych warunków. Kiedy warunki znów są sprzyjające, pojawia się mejoza i uwalniają się haploidalne zoospory. Kiełkują i rosną w haploidalne plechy, które będą produkować „męskie” i „żeńskie” gamety. U niektórych gatunków zaobserwowano dziwne zjawisko: od czasu do czasu bezpłciowe zoospory łączą się w pary i wymieniają cytoplazmę, ale nie jądra komórkowe.

## Znaczenie
Niektóre gatunki Blastocladiomycota rozwijają się na pyłkach roślin, keratynie, celulozie i chitynie, jednak najbardziej znanymi gatunkami są pasożyty. Przedstawiciele rodzaju Catenaria są pasożytami nicieni, muszek, skorupiaków, a nawet innych gatunków Blastocladiomycota (Coelomyces). Gatunki należące do rodzajów Urophlyctis i Physoderma są obligatoryjnymi pasożytami roślin. Gospodarcze znaczenie ma Physoderma maydis powodująca brązową plamistość liści kukurydzy. Gatunki Urophlyctis pasożytują na lucernie, a Physoderma są ważnymi pasożytami wielu roślin wodnych i bagiennych. Przedstawiciele rodzaju Coelomomyces są pasożytami komarów. Ich cykl rozwojowy wymaga dwóch żywicieli; drugim żywicielem są niektóre gatunki skorupiaków. Niektóre gatunki Blastocladiomycota są pasożytami planktonu. m.in. rozwielitek (Daphnia).